# Сударушка
Сударушка — еженедельная женская газета ЗАО «Концерн „Вечерняя Москва“», выходившая в Москве в 1991—2011 гг.
Это было познавательное, информационно-развлекательное издание для женщин. Газета освещала вопросы семьи, домашнего уюта, красоты, здоровья; давала рекомендации косметологов, кулинаров, психологов, юристов, медиков, экономистов, дизайнеров и модельеров; публиковала материалы о выставках и премьерах, о судьбах знаменитых людей прошлого и настоящего. Помещала ТВ-программу, гороскоп, сканворд.
Являлась приложением к газете «Вечерняя Москва».
Распространялась не только в Москве, но и по всей России, а также странах СНГ. Общий тираж составлял 100 000 экземпляров. Главным редактором была Зайцева Наталья Александровна. С 2004 газета выходила на 32 полосах (вместо 24 ранее), 16 из которых были цветными. В 2006 г. выступила информационным спонсором гала-концерта «Мелодии дружбы-2006» в Театре Эстрады, в котором приняли участие Нани Брегвадзе, Радмила Караклаич, Роза Рымбаева, Анне Вески, Екатерина Шаврина, Нина Бродская, Галина Ненашева, Галина Невара и другие.
В газете печатались многие известные российские журналисты и публицисты, в том числе В. Денисов, C. Соседов, И. Барышева, Л. Роот, Ю. Н. Безелянский. В ней публиковались «сказки» Натальи Абрамцевой, стихи Ирины Батый, Светланы Ковалёвой, Надежды Акисовой. Многие материалы газеты перепечатывались средствами массовой информации в регионах.
В 2006 газета была удостоена Национальной премии «Серебряный камертон» в номинации «лучший pr-проект».